# HD21852
HD21852 — хімічно пекулярна зоря спектрального класу A1, що має видиму зоряну величину в смузі V приблизно  7,2.
Вона  розташована на відстані близько 343,7 світлових років від Сонця.